# Cuartillo
El cuartillo (en català petricó) és una mesura castellana per a líquids. Equivalia a 0,512 litres i era la quarta part d'un azumbre. Fins molt després de la implantació del Sistema mètric decimal, es va seguir utilitzant el nom per la mesura de mig litre.
També s'utilitzava una mesura agrària similar en algunes parts d'Espanya, especialment per als cereals. A Castella, equivalia a aproximadament 1,15 litres. La mida real canviava segons les regions i, fins i tot, les localitats. Quatre cuartillos feien un celemín. No s'ha de confondre amb la cuartilla, quarta part d'una fanega. A La Manxa i per als líquids, como el vi, llet, oli, s'utilitzava el (cuartillo), equivalent a la quarta part d'un litre, també s'utilitzava la panilla, preferentment per a mesurar l'oli. Era equivalent a mig cuartillo,(0´129).